# Palacio Nereu Ramos
El Palacio Nereu Ramos, también referido como Palacio del Congreso Nacional, es la sede del Congreso Nacional de Brasil. Inaugurado en 1960, fue diseñado por Oscar Niemeyer, con cálculos estructurales de Joaquim Cardozo. Se encuentra en la Plaza de los Tres Poderes en Brasilia. Su nombre homenajea a Nereu de Oliveira Ramos, 20° presidente de Brasil.

## Características
De arquitectura moderna brasileña, es el único edificio situado en la parte central del brazo oriental del Eje Monumental. El edificio se trata de un bloque horizontal donde están dispuestos, a la izquierda, en una semiesfera pequeña con una cúpula cóncava, la sede del Senado Federal y a la derecha, en otra semiesfera con cúpula convexa y forma de tazón, la sede de la Cámara de Diputados. Entre ellas se encuentran dos torres de oficinas individuales  que ascienden a un centenar de metros de altura. El Congreso también ocupa otros edificios circundantes, algunos de ellos conectados por un túnel.
En diciembre de 2007, año en que Niemeyer cumplió 100 años de edad, el Instituto do Patrimonio Histórico e Artístico Nacional declaró al edificio del Congreso Nacional y otros 34 edificios de su autoría como patrimonios históricos de Brasil.

## Galería

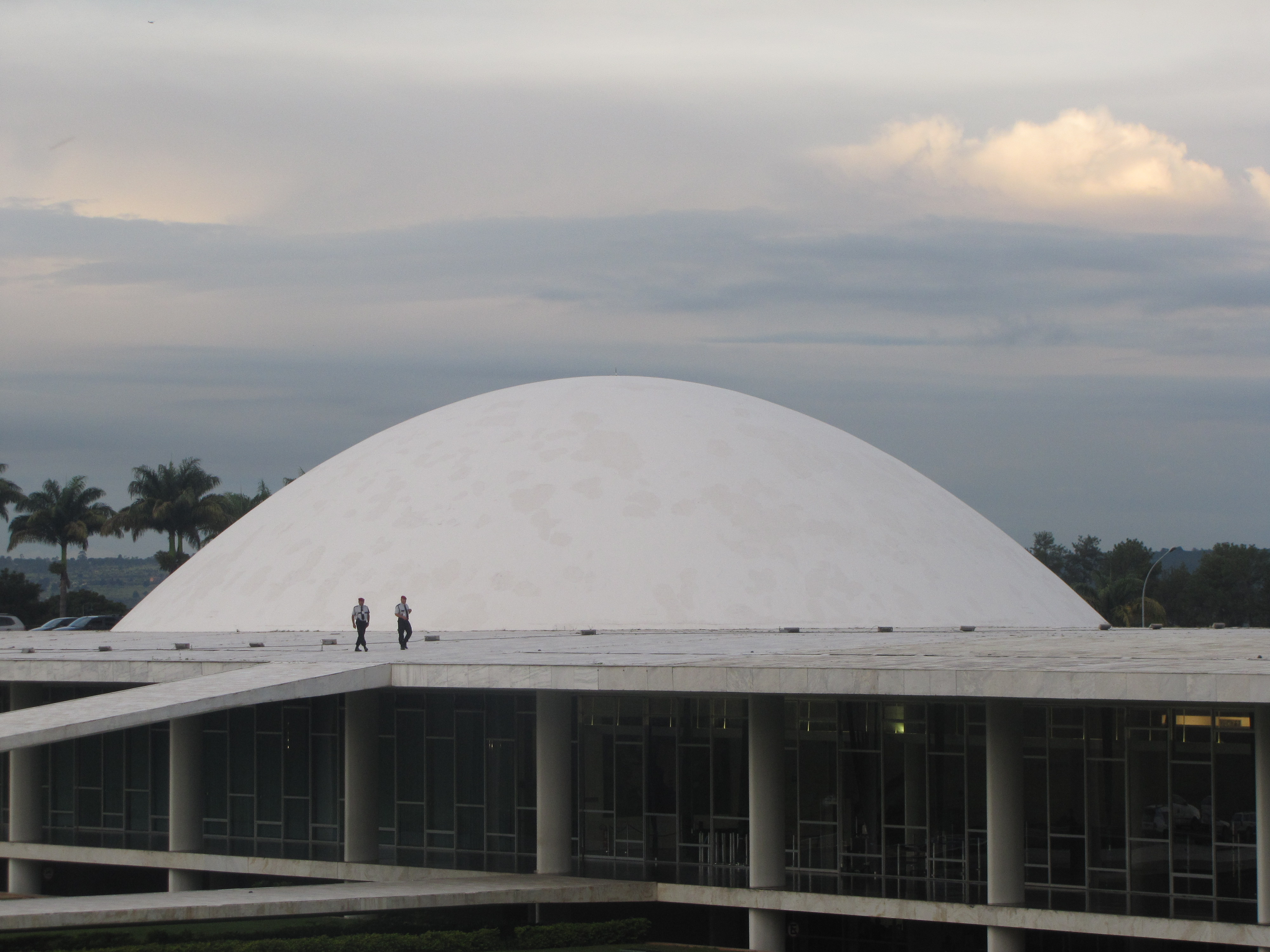
Sede del Senado Federal
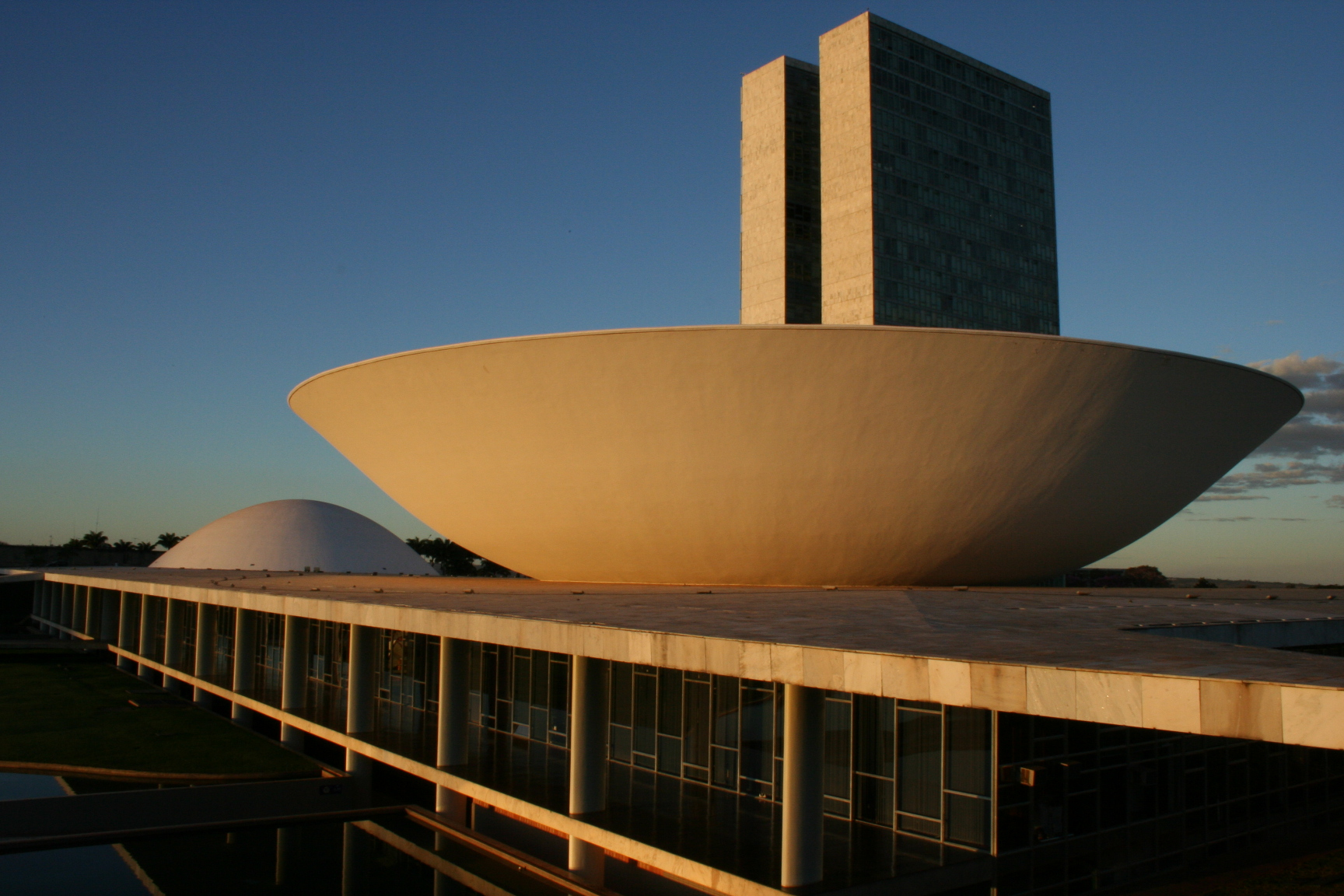
Sede de la Cámara de Diputados
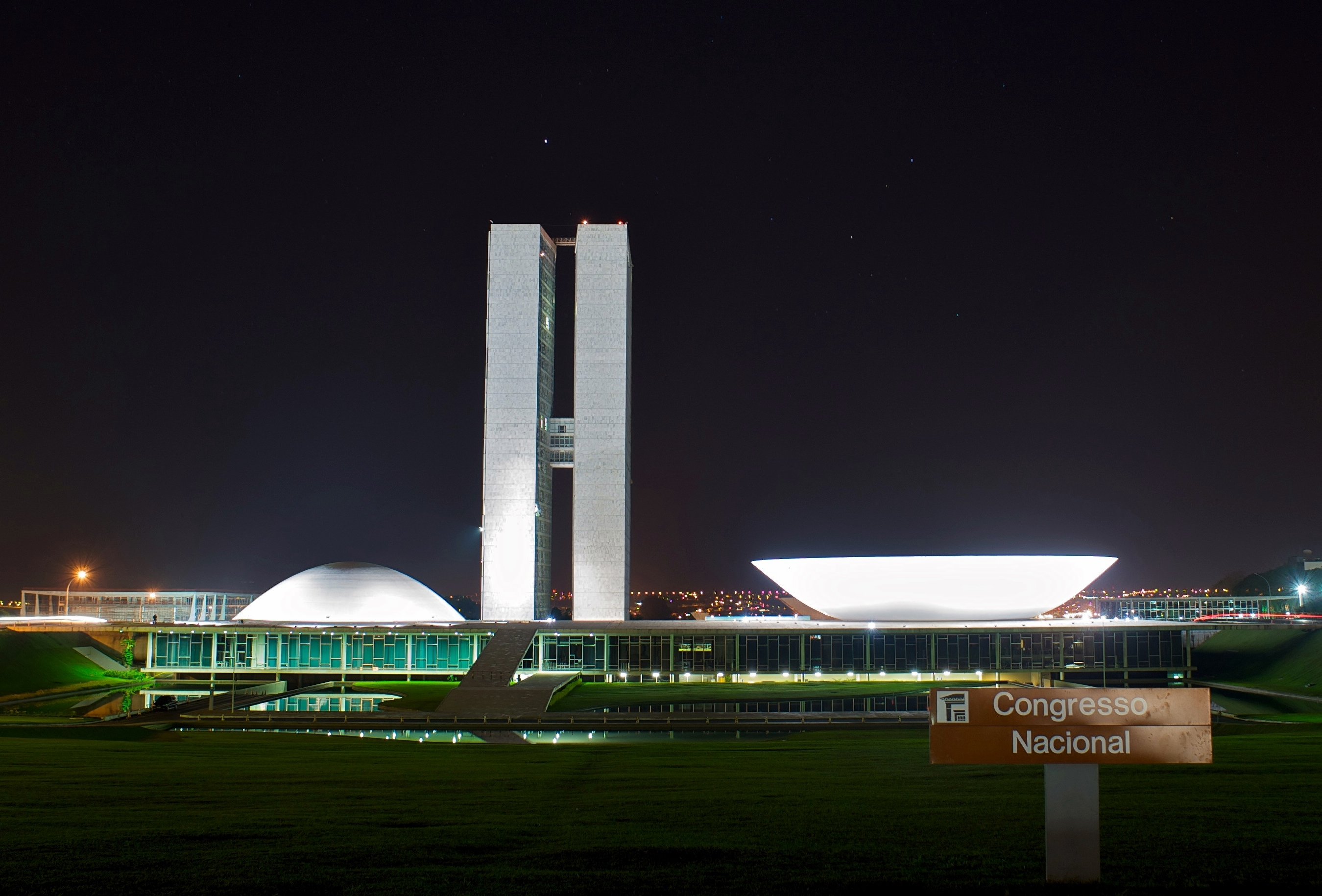
Vista nocturna
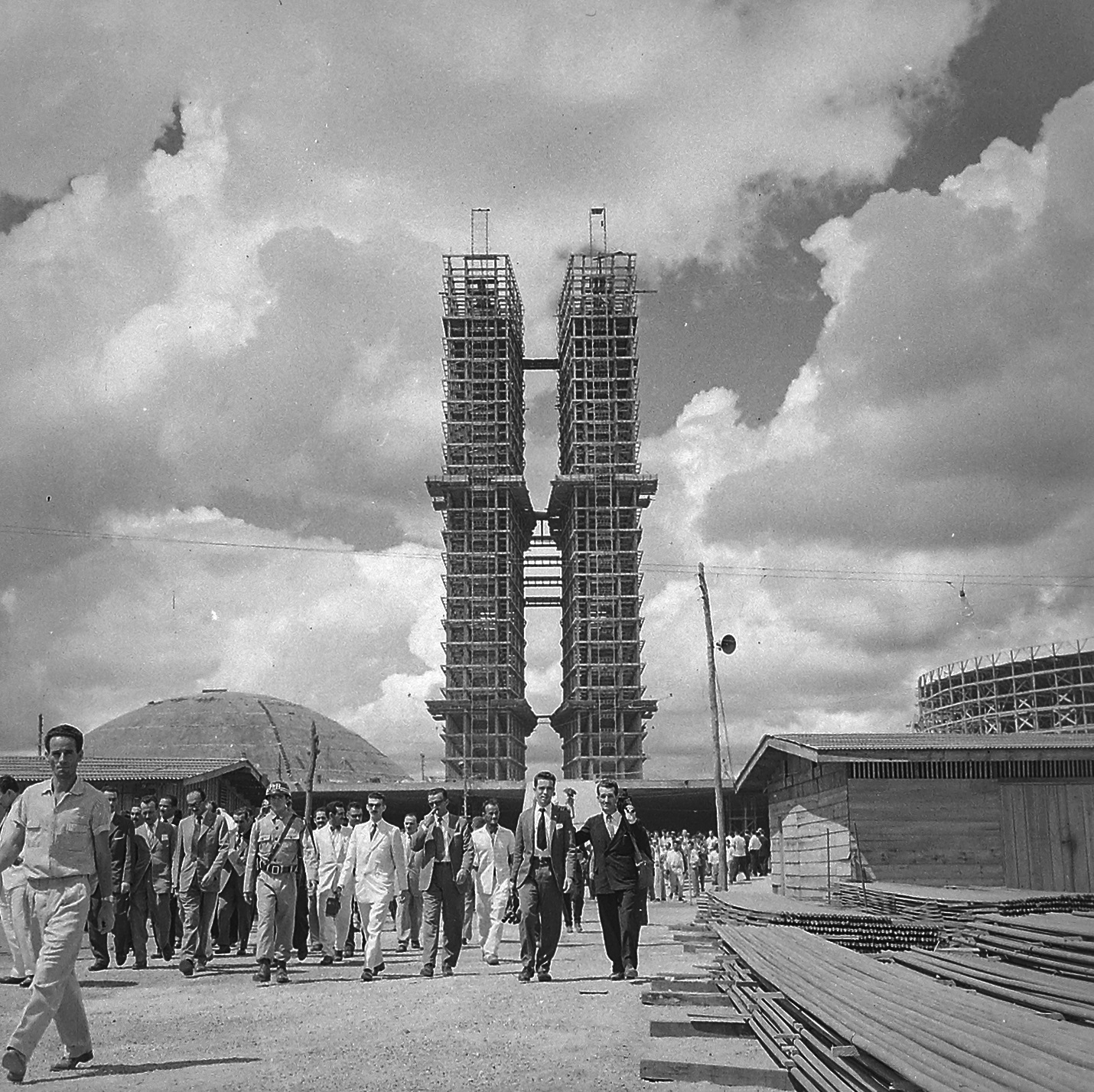
Construcción del Palacio Nereu Ramos en 1959. Archivo Nacional de Brasil.